# Veronica Hart
Pour les articles homonymes, voir Hart.
Veronica Hart, née Jane Esther Hamilton  le 27 octobre 1956 à Las Vegas, Nevada, est une actrice pornographique et réalisatrice américaine.

## Biographie
Jane Hamilton est diplômée de l'Université du Nevada (Las Vegas) section cinéma. Ensuite elle part faire un séjour en Angleterre ce qui la persuade de continuer comme mannequin et actrice.
Mais elle se blessa avec un broyeur à café, qui lui laissa une trace sur le corps. Elle débuta alors comme actrice dans les films pour adultes. Elle devint célèbre grâce aux films Amanda by Night, Roommates et A Scent of Heather.
Elle fut l'actrice préférée du réalisateur Chuck Vincent (1940-1991).

## Récompenses
- 1981 AFAA for Best Actress – Amanda by Night
- 1982
  - AFAA Award for Best Actress – Roommates
  - AFAA Award for Best Supporting Actress – Foxtrot
  - CAFA Award for Best Actress – Roommates
- 1996
- AVN Award for Best Non-Sex Performance – Nylon
  - AVN Hall of Fame
  - Legends of Erotica
- XRCO Hall of Fame
- Hustler Walk of Fame

Nominations
- 2001 : AVN Best Director – Video for White Lightning
- 2002 : AVN Best Director – Film for Taken
- 2003 : AVN Best Director – Video for Crime and Passion
- 2004 : AVN Best Director – Film for Barbara Broadcast Too
- 2005 : AVN Best Director – Film for Misty Beethoven: The Musical
- 2006 : AVN Best Non-Sex Performance for Eternity
- 2007 : AVN Best Non-Sex Performance for Sex Pix
- 2008 : AVN Best Non-Sex Performance for Delilah
- 2009 : AVN Best Non-Sex Performance for Roller Dollz

## Filmographie sélective

### Apparitions
- 2008 : One-Eyed Monster, d'Adam Fields (en production) : Veronica
- 2001 : Six Feet Under, (série télévisée) (épisode 1.5), An Open Book (À livre ouvert) : Viveca St. John
- 2001 : Lady Chatterly's Stories, (série télévisée) (épisode 2.3) The Manuscript
- 2001 : First Years, playing Lola in épisode: Porn in the U.S.A. (épisode 1.4)
- 1997 : Boogie Nights, de Paul Thomas Anderson : Judge Kathleen O'Malley
- 1985 : Simon & Simon, (Simon et Simon) (série télévisée) (1 épisode, 1985) - Walk a Mile in My Hat : Leah Colvin
- 1985 : Supercopter, (Airwolf) (série télévisée) (1 épisode, 1985) Natural Born : Marcia